# Otoineppu
Otoineppu (音威子府村?) è un villaggio giapponese della prefettura di Hokkaidō.